# 伯多禄被倒钉十字架上 (卡拉瓦乔)
《伯多禄被倒钉十字架上》（意大利语： Crocifissione di san Pietro ）是意大利巴洛克艺术大师卡拉瓦乔 的一幅画作，创作于1601年，位于罗马 人民圣母圣殿的切拉西小堂。小堂里对面是卡拉瓦乔的第二幅作品《圣保禄的归化》（创作于1601 年）。在卡拉瓦乔的两幅作品之间的祭坛上，是安尼巴莱·卡拉奇的《圣母升天》。

## 外部連結
- Smarthistory - Caravaggio's Crucifixion of Saint Peter 的存檔，存档日期2014-10-08.
- 维基共享资源上的相關多媒體資源：伯多禄被倒钉十字架上